# 无骇
无骇（？—前715年），中国春秋时期鲁国政治人物，姬姓，展氏，名无骇。
前721年，司空无骇带兵进入极国，派费庈父灭亡了极国。前715年十二月，无骇去世，羽父为他请求谥号和族氏。鲁隐公向众仲询问族氏。众仲回答：“天子以有德之人做诸侯，根据他的生地而赐姓，分封土地而又赐给他氏。诸侯以字作为谥号，他的后人又以此为氏。先代做官世代有功，就可用官名为氏。也有以封邑为氏。”鲁隐公命令以无骇的字作为氏，就是展氏。《通志》认为无骇是夷伯之子，夷伯是公子展之子。一说无骇就是公子展。
《公羊传》认为无骇是《春秋》中第一个灭绝他国的大夫，因此贬去展氏，只称无骇。